# Testacella
Genre
Testacella est un genre de  mollusques limaciformes proches des limaces (mais possédant une coquille relictuelle), « à corps allongé, légèrement aplati dans l'extension, un peu évasé en arrière, où se trouve la coquille ». À la différence des limaces, ce mollusque est carnivore et il dispose d'une coquille très rudimentaire. Sa radula et une bouche très extensible lui permettent de se nourrir de vers de terre. 
Les testacelles sont discrètes et rarement aperçues car vivant essentiellement dans le sol où elles peuvent s'enfoncer à 1 m voire plus selon Jean-Baptiste Gassies.
« La détermination des testacelles reste très délicate et nécessite l'observation de l'anatomie interne ».

## Histoire
Avant sa description scientifique, divers naturalistes se sont étonnés de trouver parfois des limaces en train de manger un ver de terre : 
- en 1740, Réaumur écrivait avoir reçu une note de M. Dugué (de Dieppe) précisant « qu'il y a dans cette ville, un jardin où se trouve une espèce de limace inconnue aux jardiniers du pays. Elle est longue de dix-huit à vingt lignes, et a, à peu près, la forme des limaçons rouges qui courent sur la terre et n'ont point de coquille. Elle se terre à la façon des vers et ne sort que la nuit. Elle porte sur la croupe une partie semblable à un ongle, placé comme il l'est au bout du doigt, pour le moins aussi dure. Tout l'animal est si dur, qu'on a peine à le couper avec un couteau. On l'a enfermé dans un pot avec des vers de terre longs de trois à quatre pouces et gros comme une plume; il s'en nourrit quoique beaucoup moins fort qu'eux en apparence. Il met quatre ou cinq heures à en avaler un entièrement mais ce long temps ne lui fait pas hasarder de perdre sa proie ; quand il l'a une fois saisie par un bout, elle ne peut plus échapper, quelques efforts qu'elle fasse. Il dépose en terre ses œufs parfaitement ronds d'abord, et qui ne sont qu'une petite pellicule remplie d'une humeur visqueuse; mais au bout de quinze jours ou un peu plus, l'humeur s'épaissit, la forme ronde se change en ovale et la limace éclot comme un poulet (note publiée dans les Mémoires de l'Académie des Sciences citée par Gassies en 1856)[1] ».
- En 1754, de La Faille, de La Rochelle, correspondant de l’Académie des sciences, a selon Réaumur étudié cette sorte de limace. Il a envoyé un mémoire à Guettard à son propos, mais le mémoire selon Réaumur « ne fut pas imprimé et resta probablement dans les papiers de ce dernier »[1].
- En 1774, un nouveau mémoire de La Faille est envoyé à Favanne, accompagné d'une testacelle conservée dans de l'alcool. Selon Réaumur, De La Faille attribuait la découverte de cette limace à coquille à Guillemeau (médecin de Niort). Ce mémoire tombe également dans l'oubli, mais le mollusque est dessiné et sera ensuite publié dans le grand ouvrage de Favanne[1].
- Le botaniste et naturaliste Jacques-Christophe Valmont de Bomare, dans son dictionnaire d'Histoire naturelle à l'article « Limace », relate ainsi que  « M. le Vicomte de Querhoent, habitant Le Croisic, en Bretagne, nous a mandé que, le 28 octobre 1779, son jardinier, occupé, le soir, à chercher, avec une lanterne, des limaces qui dévoraient les plantes rares qu'on avait intérêt de conserver, trouva un de ces animaux qui avait la moitié du corps enfoncée dans la terre ; croyant que cette limace était à déposer ses œufs, il souleva la terre, mais il fut bien surpris de retirer avec la limace un ver de terre assez gros qu'elle avait avalé en grande partie, et dont le reste était encore vivant ; la partie dans le corps était mortifiée. Ce fait est d'autant plus singulier qu'on n'avait pas encore soupçonné les limaces d'être voraces »[3]. L'auteur de la lettre ne mentionne pas de coquille mais pour Réaumur il ne fait pas de doute qu'il s'agissait d'une testatelle.
- En 1780, Favanne en publie une première gravure et en décrit les caractères zoologiques, reconnaissant trois espèces qu'il classe dans une même section.
- En 1800, Georges Cuvier, « frappé de l'aspect singulier de cette coquille, créait pour elle le genre Testacella. Il fut adopté par Lamarck en 1801 qui lui donna pour type la Testacelle de Ténérifle : T. hallotoides »[1].
- Alors que l'anatomie des mollusques est encore méconnue en France, Cuvier décide de s'y intéresser et « l'un de ses premiers mémoires eut pour sujet la testacelle, en 1804. Les animaux lui avaient été donnés par Faure-Biguet ».
- De nombreux naturalistes s'y intéressent (« M. Laurent (8) a parlé de leurs poches auditives, et M. Lespès (en 1951) de leurs yeux. M. Cray (10) a figuré leur plaque linguale. M. Albers (11), enfin, a donné des observations sur les mœurs des deux espèces de Ténérifie »[1]), mais longtemps les  naturalistes hésitent à classer cet animal comme proche des limaces ou proches de mollusques à coquilles : « La présence de la coquille suffit, dit-il, d'après les principes de la méthode, pour inscrire les Testacelles parmi les spirivalves, quoique la forme générale du corps et une grande partie de l'organisation dussent les rapprocher davantage des Limaces. Cette classification dérange l'ordre naturel des genres ».

- En 1856, Gassies publie une « Monographie du genre Testacelle », qu'il présente comme une révision sévère du genre Testacella[1].

## Description
Comme les autres espèces de testacelles, elle possède une relique de coquille rudimentaire, située à l’extrémité postérieure de sa sole pédieuse (son « pied »). Son corps est plus lisse que celui des limaces, arions et hélices dont on les a autrefois rapprochées. 
« Avec un grossissement convenable, on trouve, sur le dos, plusieurs sillons disposés d'une manière constante. Ce sont :
1°, deux sillons latéraux partant du bord antérieur de la coquille et se rendant aux grands tentacules. Ils délimitent entre eux un espace assez considérable, et qui s'agrandit encore dans la contraction. Les sillons médians, qu'il est facile de constater chez la plupart des autres gastéropodes terrestres, manquent ici complètement.
2°, plusieurs sillons placés sur les flancs de l'animal et dirigés obliquement d'avant en arrière et de haut en bas. Ils vont aboutir aux grands sillons latéraux, en formant avec eux un angle aigu.
3°, de petits sillons placés dans toutes les directions et constituant de petits polygones. Près de la tête, ils se changent en rugosités. Ces diverses parties, plus manifestes dans la contraction, s'effacent dans l'extension.
 A la réunion de l'enveloppe dorsale avec le plan locomoteur, existe un sillon profond, puis un rebord externe, faisant bourrelet, et moins charnu.
Le disque ventral offre la même constitution que chez les limaciens. Son angle postérieur, quoique émoussé, est plus ouvert que l'angle antérieur.
La face interne de l'enveloppe cutanée est plus lisse, généralement incolore , sillonnée de dépressions correspondant aux vaisseaux veineux ».
L'épaisseur de l'animal « croît de la tête aux pieds et du dos au plan locomoteur. Elle arrive, par conséquent, à son "maximum" autour du cœur. L'étude de la formation interne de cette enveloppe apprend qu'elle est composée de fibres blanches, très résistantes et plus serrées à leur surface qu'au centre ».
Au-dessous de la coquille, « la peau se taille en biseau et circonscrit un espace ovale. Là se trouvent le manteau et ses annexes, adhérant à la peau devenue très mince. En disséquant de haut en bas, on constate :
1°, une partie circulaire, mince , souvent colorée ou irrégulièrement tachetée, garnie à ses bords d'un bourrelet : c'est le manteau ; à gauche, il se dédouble en trois ou quatre feuillets imbriqués.
2°, au-dessous du manteau , en arrière et un peu à droite, une ouverture arrondie : l'orifice anal et respiratoire.
3°, sous cet orifice, un repli de la peau s'élève et le circonscrit avec le manteau, entre deux feuillets.
4°, la peau, enfin, mince, blanche, transparente, recouvrant le foie ».
La coquille est « en quelque sorte enchâssée dans le système tégumentaire ; mais elle adhère encore à l'animal par un muscle peu résistant après la mort. Dans l'état normal, elle recouvre le manteau ; cependant, il est des cas où cet organe peut la dépasser par ses lobules interne, externe et postérieur ».

## Distribution
On trouve testacella haliotidea en Europe, dont en France.
Des espèces du genre Testacella ont été introduites hors de leur aire naturelle de répartition ou sur d'autres continents.

## Habitat
La testacelle vit dans des sols terreux et semble s'y nourrir principalement de vers de terre.

## Origine
Des preuves archéologiques fossiles de son existence ancienne en Europe existent, par exemple lors du Pléistocène.

## Écologie
Comme d'autres mollusques vivant au niveau du sol (Helix aspersa, Deroceras reticulatum), cette espèce peut véhiculer et être l'hôte intermédiaire de parasites d'animaux domestiques herbivores, en particulier de protostrongles.

### Reproduction
Selon Jean-Baptiste Gassies, l'animal pond 6 ou 7 œufs, plus gros et moins nombreux que ceux des limaces.

## Liste de sous-taxons
- Testacella haliotidea (Draparnaud, 1801) ;
- Testacella maugei (Férussac, 1819) ;
- Testacella scutulum (Sowerby, 1821)